# Stary Cieszyn
Stary Cieszyn – wieś w Polsce położona w województwie warmińsko-mazurskim, w powiecie elbląskim, w gminie Godkowo.
W latach 1975–1998 miejscowość administracyjnie należała do województwa elbląskiego. Miejscowość leży w historycznym regionie Prus Górnych.